# Boucliers sacrés

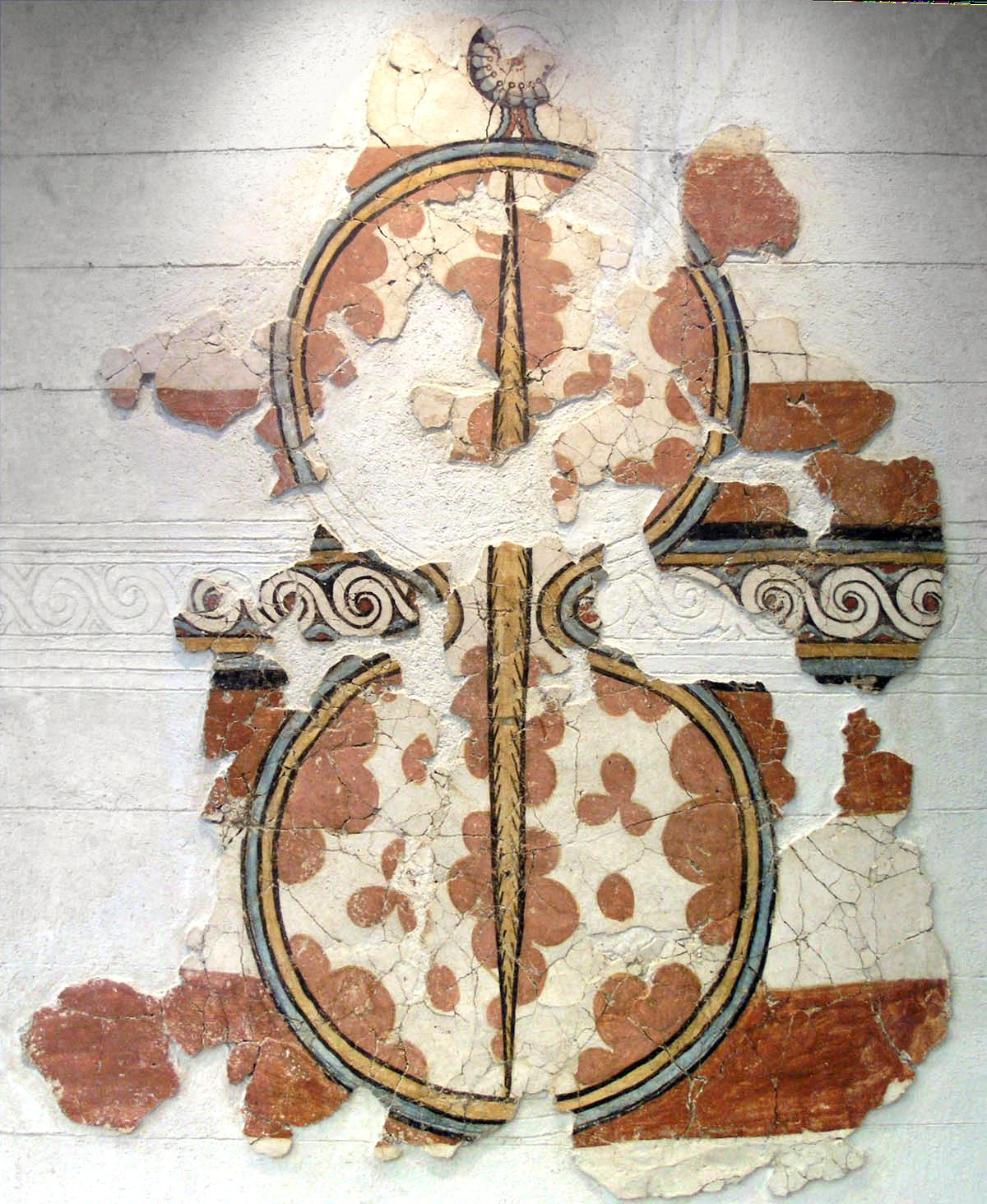
Représentation d'un bouclier (aspis) en forme de 8 sur une fresque à Mycènes

Les boucliers sacrés ou anciles (en latin ancilia) sont des objets sacrés, voués par Numa Pompilius  au culte de Mars dans la religion romaine traditionnelle. 

## Tradition romaine
Le roi Numa Pompilius avait trouvé dans sa demeure un bouclier d'airain surgi de nulle part, et de forme particulière, ovale avec des échancrures latérales au milieu (en termes modernes, on dirait qu'il était en forme de 8). Affirmant que ce bouclier avait une origine céleste et divine, Numa lui organisa un culte,.
Il en fit d'abord confectionner onze copies parfaitement identiques et dissimula l'original parmi elles, pour le prémunir contre toute action malveillante. Les douze boucliers furent conservés dans la Regia, résidence officielle royale sur le Forum Romain. Un collège de prêtres, les Saliens, fut constitué pour en assurer la garde et les exhiber deux fois l'an lors des fêtes religieuses romaines marquant le début et la fin de la période guerrière,. Festus ajoute qu'une voix aurait annoncé au moment de l'arrivée du bouclier que Rome serait le plus puissant des états tant qu'elle conserverait ce bouclier. 
Héliogabale (218-222) décida de transporter les boucliers sacrés et d'autres objets du culte traditionnel romain dans le temple qu'il fait construire sur le mont Palatin. 
Au début du IVe siècle, le polémiste chrétien Lactance dénigre les prêtres saliens porteurs des « boucliers sacrés que le temps a presque réduits en poussière », indiquant ainsi qu'ils existaient encore à cette époque.

## Données historiques

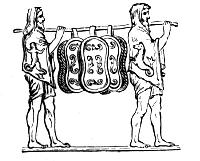
Saliens portant des Boucliers Sacrés. Dessin du Dictionnaire des Antiquités grecques et romaines (1883).

Les archéologues notent que la forme de bouclier en 8, identifiée comme bouclier thrace à cause de son échancrure des deux côtés par Denys d'Halicarnasse et Varron, ressemble plutôt à l'ancien bouclier égéen, et renvoie à une origine de la Grèce de l'Époque géométrique. L'archéologie a trouvé en plusieurs lieux d'Italie la trace de boucliers à double échancrure, datés des années 700 av. J.-C. Cette indication historique donne un recoupement intéressant à la tradition romaine.

## Articles annexes
- Saliens (confrérie)
- Chant des Saliens
- Mars